# إسبارغانيون أمريكي
إسبارغانيون أمريكي (الاسم العلمي: Sparganium americanum) هو نوع من النباتات يتبع جنس الإسبارغانيون من الفصيلة البوطية.